# Gnaphalopoda austrina
Gnaphalopoda austrina är en skalbaggsart som beskrevs av Britton 1987. Gnaphalopoda austrina ingår i släktet Gnaphalopoda och familjen Melolonthidae. Inga underarter finns listade i Catalogue of Life.